# Mission Alcatraz
Série
Mission Alcatraz 2
(2007)
Pour plus de détails, voir Fiche technique et Distribution.
Mission Alcatraz ou Les Coulisses de la mort au Québec (Half Past Dead) est un film d'action américano-germanique réalisé par Don Michael Paul, sorti en 2002, mettant en vedette l'acteur Steven Seagal.

## Synopsis
Alcatraz vient de rouvrir. C'est aujourd'hui une prison de haute sécurité, bénéficiant des toutes dernières techniques de surveillance. Alors que Sascha, un agent du FBI, s'y trouve enfermé pour une mission secrète, un commando prend d'assaut la célèbre prison afin de libérer un détenu condamné à mort. Sascha va devoir faire face à cette bande de criminels extrêmement dangereux.

## Fiche technique
- Titre original : Half Past Dead
- Titre français : Mission Alcatraz
- Titre québécois : Les Coulisses de la mort
- Réalisateur : Don Michael Paul
- Scénariste : Don Michael Paul
- Musique : Tyler Bates
- Direction artistique : Andreas Olshausen
- Décors : Albrecht Konrad
- Costumes : Barbara Jäger
- Photographie : Michael Slovis
- Son : Wayne Heitman, Kami Asgar
- Montage : Vanick Moradian
- Production : Elie Samaha, Steven Seagal, Andrew Stevens et Brandon K. Hogan

Production exécutive : Alison Semenza et William B. Steakley
Production déléguée : Christopher Eberts et Uwe Schott
Production associée : Richard L. Fox et Mac Yasuda
Coproduction : Phillip B. Goldfine et James Holt
Coproduction déléguée : Randall Emmett et George Furla
- Sociétés de production[1] :
  - États-Unis : Half Dead Productions Inc., avec la participation de Screen Gems et Franchise Pictures
  - Allemagne : Modern Media Filmproduktion GmbH
- Sociétés de distribution :
  - États-Unis : Screen Gems
  - Allemagne, France : Columbia TriStar Films
  -  : Sony Pictures Entertainment (Tous médias)
- Budget : 25 millions de $[2]
- Pays d'origine :  États-Unis,  Allemagne
- Langue originale : anglais
- Format[3] : couleur (DeLuxe) - 35 mm - 1,85:1 (Panavision) - son Dolby Digital | SDDS
- Genre : action, thriller
- Durée : 98 minutes
- Dates de sortie[4]  :
  - États-Unis, Canada : 15 novembre 2002
  - France : 7 mai 2003
  - Allemagne : 12 juin 2003
  - Belgique : 2 juillet 2003
- Classification[5] :
  -  États-Unis : Accord parental recommandé, film déconseillé aux moins de 13 ans (certificat #39349) (PG-13 - Parents Strongly Cautioned)[Note 1].
  -  Allemagne : Interdit aux moins de 16 ans (FSK 16).
  -  France : Tous publics (visa d'exploitation no 107941 délivré le 16 juin 2003)[6].

## Distribution
- Steven Seagal (VF : Patrice Zonta) : Sascha Petrosevitch, agent du FBI infiltré dans la prison d'Alcatraz
- Morris Chestnut (VF : Bruno Henry) : Donny Johnson
- Ja Rule (VF : Lucien Jean-Baptiste) : Nick Frazier
- Nia Peeples (VF : Catherine Le Hénan) : Prospecteur Six
- Tony Plana (VF : Marc Alfos) : El Fuego
- Linda Thorson : le juge à la Cour Suprême des Etats-Unis
- Kurupt (VF : Sidney Kotto) : Twitch
- Matt Battaglia : Prospecteur
- Richard Bremmer : Sonny Eckvall
- Stephen J. Cannell : Hubbard
- Claudia Christian : Agent spécial FBI Ellen E.Z. Williams
- Yasmina Filali-Bohnen : Sophia
- Hannes Jaenicke : Agent Hartmann, FBI
- Alexandra Kamp : Reporter

## Distinctions
Entre 2002 et 2003, Mission Alcatraz a été sélectionné 4 fois dans diverses catégories et n'a remporté aucune récompense.

### Nominations
- The Stinkers Bad Movie Awards 2002 : Pire acteur pour Steven Seagal.
- Prix Razzie 2003 : Pire acteur pour Steven Seagal.
- Taurus - Prix mondiaux des cascades 2003 :
  - Meilleur combat pour Le Vinh Quang, Mike Möller et Andy Wong[Note 2],
  - Meilleur travail de cascadeurs pour Michael Bornhütter et Thorsten Gliewe[Note 3].